# Markus Zemp
Pour les articles homonymes, voir Zemp.
Markus Zemp, né le 25 juin 1954 à Muri (AG) (originaire de Romoos), est une personnalité politique suisse, membre du Parti démocrate-chrétien. Il est député du canton d'Argovie au Conseil national de septembre 2006 à décembre 2011.

## Biographie
Markus Zemp naît le 25 juin 1954 à Muri, dans le canton d'Argovie. Il est originaire d'une commune du canton de Lucerne, Romoos. Il grandit dans le village de Brunwil, rattaché à la commune de  Beinwil.
Il est titulaire d'un diplôme d'ingénieur agronome et d'un doctorat en sciences techniques de l'École polytechnique fédérale de Zurich.
Il est notamment président de l'interprofession du lait de janvier 2010 à avril 2017 et de l'interprofession de la filière viande Proviande de 2003 à 2008 et à nouveau depuis 2016. En avril 2016, le Conseil fédéral le nomme président de la Commission consultative pour l'agriculture.
Il a le grade de soldat à l'armée.
Il est marié et père de deux enfants. Il habite Schafisheim, dans le canton d'Argovie.

## Parcours politique
Il accède au Conseil national en septembre 2006, après l'élection de Doris Leuthard au Conseil fédéral. Il est membre de la Commission de l'environnement, de l'aménagement du territoire et de l'énergie (CEATE) jusqu'en décembre 2007, puis de la Commission de l'économie et des redevances (CER). En juillet 2010, il annonce qu'il ne se représentera pas pour un nouveau mandat aux élections fédérales d'octobre 2011, invoquant une charge de travail trop élevée. Le lendemain, il invoque également la honte que lui inspire le monde politique en raison du traitement de l'affaire UBS.
Au cours de son mandat, il s'engage tout particulièrement en faveur de l'agriculture.
Il est président du PDC argovien de 2012 à 2015.